# Nils Langer
Nils Langer (* 25. Januar 1990 in Ludwigsburg) ist ein ehemaliger deutscher Tennisspieler.

## Karriere
Der in Affalterbach lebende Nils Langer wurde 2006 Deutscher Meister der U16 sowie 2007 und 2008 Deutscher Meister der U18. Seinen ersten Turniersieg als Profi gelang ihm im März 2009 beim 10.000-Dollar-Future-Turnier in der Schweiz. Drei Monate später gewann er das mit 15.000 US-Dollar dotierte Future-Turnier in Marburg.
Im Juli 2013 wurde Nils Langer auf Platz 259 der Weltrangliste geführt, seine bis dahin beste Position; im Januar 2010 hatte er Platz eins der DTB-U21-Rangliste inne.
Im Juli 2013 qualifizierte er sich beim MercedesCup 2013 erstmals für das Hauptfeld eines Turniers der ATP World Tour. Dort gewann er auch sein Auftaktspiel gegen Robin Kern, ehe er im Achtelfinale Philipp Kohlschreiber unterlag. In den darauffolgenden Saisons gelang es ihm erst 2016, im Einzel in die Top 200 vorzurücken, als er am 7. März 2016 seine höchste Position mit Rang 188 erreichte. Im selben Jahr erreichte er am 12. September auch im Doppel mit Rang 277 seine Karrierehöchstmarke. Im Jahr zuvor gewann er Mitte Oktober in Ho-Chi-Minh-Stadt an der Seite von Tristan Lamasine in der Doppelkonkurrenz seinen ersten und auch einzigen Titel auf der Challenger Tour. Im Finale bezwangen sie Saketh Myneni und Sanam Singh mit 10:8 im Match-Tie-Break.
2017 entschied er sich fortan nur noch in der Tennis-Bundesliga zu spielen.

### Bundesliga
Langer spielte 2010, 2011, 2012, 2013 in der 2. Tennisbundesliga. Auch nach dem Aufstieg 2014 in der 1. Tennisbundesliga und nach dem sofortigen Wiederabstieg 2015 in die 2. Liga spielte er für den TV Reutlingen. Seit 2016 spielt er für Kurhaus Aachen in der 1. Bundesliga.

## Erfolge
| Legende (Anzahl der Siege)  |
| Grand Slam                  |
| ATP World Tour Finals       |
| ATP World Tour Masters 1000 |
| ATP World Tour 500          |
| ATP World Tour 250          |
| ATP Challenger Tour (1)     |

### Doppel

#### Turniersiege
| Nr. | Datum            | Turnier           | Belag     | Partner          | Finalgegner               | Ergebnis         |
| --- | ---------------- | ----------------- | --------- | ---------------- | ------------------------- | ---------------- |
| 1.  | 18. Oktober 2015 | Ho-Chi-Minh-Stadt | Hartplatz | Tristan Lamasine | Saketh Myneni Sanam Singh | 1:6, 6:3, [10:8] |